# Etropole (gmina)
Etropole (bułg.: Община Етрополе) – gmina w zachodniej Bułgarii, w obwodzie sofijskim.

## Miejscowości
Lista miejscowości gminy Etropole:
- Bojkowec (bułg.: Бойковец),
- Brusen (bułg.: Брусен),
- Etropole (bułg.: Етрополе) - siedziba gminy,
- Gorunaka (bułg.: Горунака),
- Jamna (bułg.: Ямна),
- Łopjan (bułg.: Лопян),
- Łyga (bułg.: Лъга),
- Małki Iskyr (bułg.: Малки Искър),
- Osełna (bułg.: Оселна),
- Ribarica (bułg.: Рибарица).